# Solar de Pedro Cardoso Frazão
O Solar de Pedro Cardoso Frazão, também referido como Solar dos Cardosos e Palácio dos Barões de Castelo Novo é um palácio barroco localizado na Rua do Arco do Bispo, nº 12, no centro histórico da cidade de Castelo Branco, em Portugal.
Situando-se no interior da antiga cerca urbana (muralha), é contíguo ao Solar dos Cardosos Albicastrenses, do lado lado sul deste. 

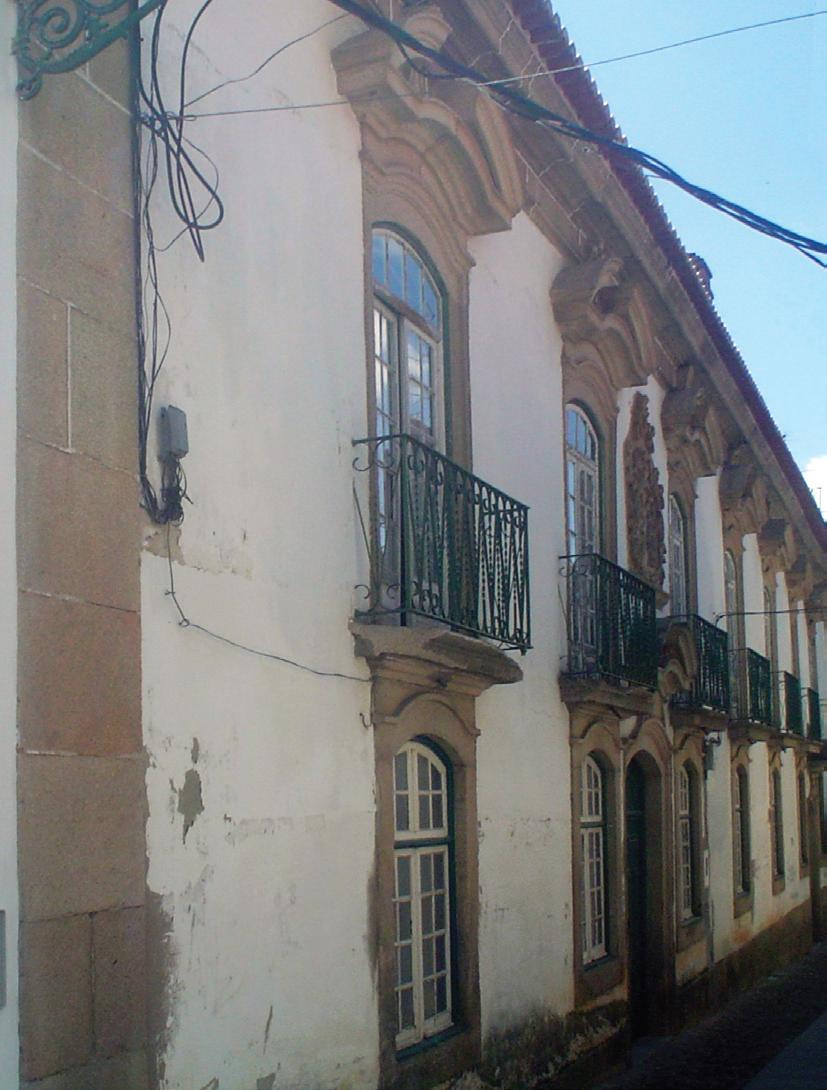
Solar de Pedro Cardoso Frazão, séc. XVIII, Castelo Branco

## Construção
Este solar foi mandado construir por Pedro Cardoso Frazão (1702-1772), tetraneto de Paulo Rodrigues Cardoso, que construíra o do lado e que ele herdou. No primeiro palácio foi aberta uma porta larga, ao nível do piso superior e no lado sul para que os dois edifícios passassem a constituir uma só casa. 
Um genealogista albicastrense atribuiu a este fidalgo o nome completo Pedro Cardoso Frazão Caldeira de Castelo Branco, sendo que ele tinha direito a esses apelidos todos.  Porém, na escritura de licenciamento e constituição de foro a favor da Câmara Municipal de Castelo Branco, por petição do Bispado, para construção do passadiço entre o Jardim do Paço e a Quinta do Bispo, em 1726, reproduzida   na revista ιστορία (história), ele, na qualidade de Vereador,  é nomeado e assina apenas com os três primeiros nomes. Esta questão é relevante por causa do brasão de armas, determinante para apurar o nome de quem mandou construir o palácio. 

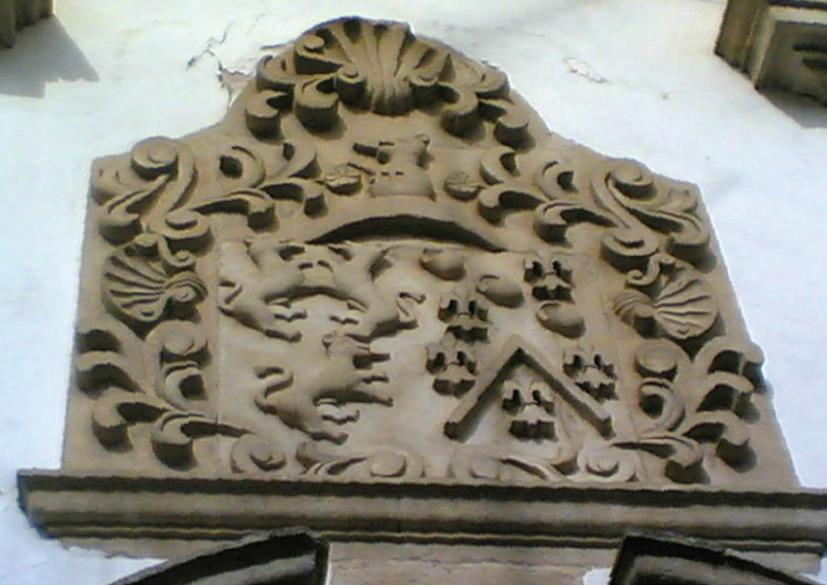
Brazão de Pedro Cardoso Frazão com armas de Cardoso, Castelo Branco, Caldeira e Frazão

## O Brasão
Antes de mais, é de salientar que a liberdade da construção barroca foi tal que no brasão se omitiram as linhas de contorno e as divisórias do escudo em quatro quartéis (correspondentes aos 4 apelidos que representa). Assim, imaginando essas linhas, a leitura do brasão é a seguinte, segundo José Martins Barata de Castilho, o autor abaixo referenciado:
"No lado direito do brasão (nossa esquerda).
Quartel superior: dois leões afrontados, com o caule duma flor na boca, que
representa, com boa vontade, os cardos dos Cardosos; no brasão do palácio
anterior a representação é idêntica.
Quartel inferior: um só leão, que é o dos Castelo-Branco.
Lado esquerdo do brasão (nossa direita):
Quartel superior: três caldeiras, com duas flores-de-lis, uma por cima e outra por baixo. É do brasão dos Caldeira.
Quartel inferior: uma asna, com uma flor-de-lis exterior a cada um dos lados, mais uma por dentro. Corresponde ao brasão de Frazão.
O timbre do brasão é um elmo encimado por um leão, semelhante aos outros mas com uma língua muito comprida e recta, tal qual o do 1º Palácio. Os paquifes parecem representar plumas ou folhagens estilizadas de planta que poderia ser loureiro, tal como no brasão do outro palácio, mas com três vieiras, o que poderá ser um elemento barroco de ornamentação ou homenagem a Santiago de Compostela. Mas se essas folhagens ou plumas simbolizaram sempre nos brasões uns tecidos que os cavaleiros prendiam à volta do elmo para protecção do calor e do frio, afigura-se que a introdução de vieiras é mais uma liberdade que foge às tradições heráldicas."

## Relação deste Solar com os Barões de Castelo Novo

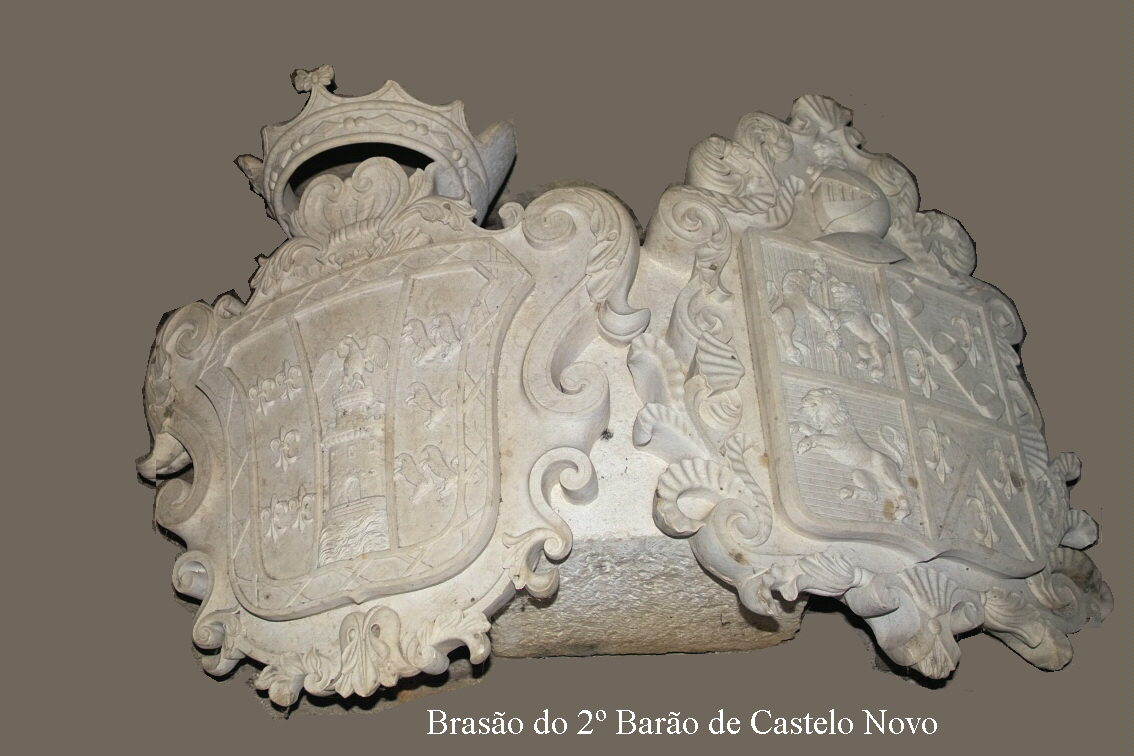
Brasão do 2º Barão de Castelo Novo, neto de Pedro
Cardoso Frazão, em Castelo Branco (removido do palácio)

José Caldeira de Ordaz Queirós, neto de Pedro Cardoso Frazão e 2º Barão de Castelo Novo por casamento, viveu neste palácio enquanto solteiro. Depois de casar e receber o título, passou a viver no Solar dos Barões de Castelo Novo, onde residira o 1º Barão, situado na antiga Rua da Ferradura, a uns quinhentos metros de distância. Mandou colocar o seu novo brasão numa esquina desse edifício. Para isso mandou esculpir um brasão das duas famílias, fundidas pelo seu casamento. À nossa esquerda, vê-se o brasão de Ordaz (1º barão de Castelo Novo) e à direita o de Pedro Cardoso Frazão (desta vez respeitando as regras da heráldica e muito bem esculpido, como se pode ver ampliando a fotografia). Quando o edifício foi alienado este brasão foi removido da esquina do palácio e guardado pela família.  Segundo o autor que a seguir se referencia, esta questão é relevante, porque frequentemente se tem dito que este solar, de Pedro Cardoso Frazão, foi o dos Barões de Castelo Novo, sendo que eles não o habitaram. 

## Hotel Central
De facto, o edifício foi herdado pelo 2º Barão e seus descendentes, que sempre residiram no seu solar da rua da Ferradura, conforme atestado por róis de confessados da Sé de Castelo Branco, citados pelo autor referenciado, constando no Rol de Confessados  de 1839 que nele morava o Barão do Candal. Aparentemente, segundo este autor, o 2º Barão de Castelo Novo passou a arrendar ou emprestar a amigos aquela antiga casa, onde residira antes de casar.
Após o lançamento de um livro em Castelo Branco, em 13 de Março de 2017, ficou a saber-se que neste solar funcionou o "Hotel Central", que ainda existia em 1905 e se extinguiu não se sabe quando.

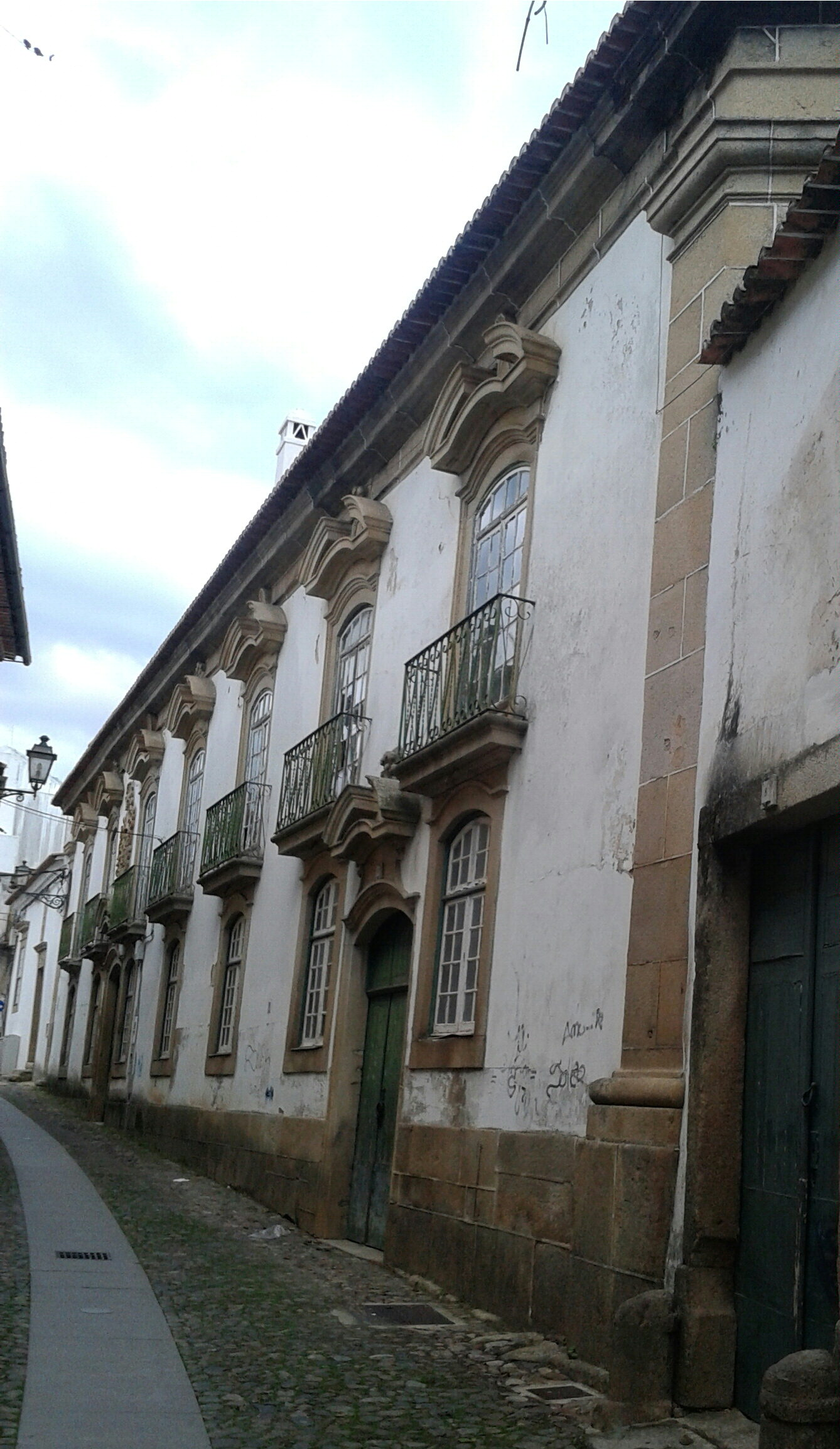
Vista Sul do Solar de Pedro Cardoso Frazão